# Guadix
Guadix er en by og kommune i det sydøstlige Spanien i provinsen Granada. Den har et indbyggertal på 18.725 (2024) indbyggere.